# Фьелльнер, Андерс
Андерс Фьелльнер (швед. Anders Fjellner, 1795—1876) — шведский южносаамский поэт, исследователь саамского и финского фольклора, автор поэмы Päiven pardne («Сыновья солнца»), на символике которой основан современный национальный флаг саамов. После окончания университета работал священником в шведской Лапландии.

## Биография
Фьелльнер родился 18 сентября 1795 года в населённом пункте Рёдфьеллет, находящему к юго-западу от Тенндалена в приходе Юснедаль. Родители Андерса, Томас Юнссон и Марта Андерсдоттер, были оленеводами. Родным языком Андерса был южносаамский.
В 1804 году умер отец Андерса — и один из их родственников помог мальчику поступить в начальную школу Фрёсё в Эстерсунде. Именно в это время Андерс стал использовать фамилию Фьелльнер (Fjellner). После начальной школы он учился в гимназии в Хернёсанде. В 1818 году, закончив обучение в гимнании, Андерс поступил в Уппсальский университет, который закончил в 1821 году. В течение всех лет учёбы Андерс проводил летнее время у себя дома, занимаясь выпасом северных оленей.
Во время учёбы Фьелльнер заинтересовался фольклором. Связано это было, в частности, с тем, что именно в Уппсале в 1818 году впервые был опубликован сборник народной финской поэзии (под редакцией Карла Акселя Готтлунда). Фьелльнер и Готтлунд познакомились и в течение всей жизни оставались друзьями.
После того, как Фьелльнер принял духовный сан, он работал миссионером в лапландских приходах Юккасъярви и Каресуандо, большей частью среди саамов. Родным языком Фьелльнер был южносаамский, однако среди местного населения были распространены северносаамский и финский — и он стал их активно изучать. Из писем Фьелльнера того периода, адресованных Карлу Готтлунду (и написанных по-фински), можно сделать вывод, что он проявлял большой интерес к финской народной поэзии.
У Фелльнера были проблемы со зрением — и со временем он полностью ослеп, из-за чего уже не мог выполнять работу пастора.
Скончался Андерс Фьелльнер 22 февраля 1876 года в Сурселе.

## Творчество
Самым известным произведением Фелльнера является его эпическая поэма Päiven pardne («Сыновья солнца», «Дети солнца»). Её содержание основано большей частью на саамском фольклоре, с которым Фелльнер был знаком от жителей Юккасъярви и Херьедалена. Впервые поэма была опубликована в 1849 году.
Большое число его стихотворений было опубликовано в 1873 году в книге Густава фон Дюбена Om Lappland och lapparne («О Лапландии и о лопарях»). По словам фон Дюбена, Фелльнер сообщил ему, что эти поэмы и стихотворения были созданы на основе песен и историй, записанных у саамов как в северной, так и в южной части Лапландии.

## Семья
В 1839 году Андерс Фьелльнер женился на Кристине Пяйвиё (Christina Päiviö, Christina Päivadtj, 1813—1876), которая была саами из прихода Каресуандо. У них было семеро детей.

### Национальный флаг саамов
Национальный флаг саамов частично построен на символике произведений Фьелльнера. Круг на полотнище, отражая форму саамского бубна, символизирует солнце и луну, первопредков саамов согласно поэме Фьелльнера Paiven parneh: синяя часть круга — луна, а красная — солнце. Флаг саамов был утверждён в 1986 году на Международной конференции саамов; четыре цвета флага (красный, синий, зелёный и жёлтый) — цвета гакти, традиционного саамского костюма; кроме того, четыре цвета флага, равно как и объединяющий их круг, символизируют также общность саамов Норвегии, Финляндии, Швеции и России.